# Р-807
Р-807 — авиационный бортовой ламповый радиопередатчик СВ-КВ диапазонов. Первоначально проходил под наименованием РСБ-70 «Беркут»/«Дунай». Мог работать в паре с радиоприёмником УС-9, таким образом образуя бортовую радиостанцию дальней связи.

## История
Радиопередатчик РСБ-70 был скопирован с американского передатчика AN/ART-13 производства компании Collins, который устанавливался на борту бомбардировщиков Boeing B-29 Superfortress. Как известно, в ОКБ А. Н. Туполева B-29 был скопирован и в дальнейшем строился в СССР под индексом Ту-4.
Серийный выпуск радиопередатчика в СССР начался в 1947 году. Он предназначался для осуществления радиосвязи самолетов различного назначения с наземными радиостанциями. Работы по созданию сложного передатчика требовали освоения деталей и узлов повышенной точности и чистоты поверхности, разработки новой технологии по применению новых материалов (нержавеющей стали, бериллиевой бронзы, магнито-диэлектриков, покрытий проводов и т.п.), освоены новые типы керамических конденсаторов, новые типы резисторов, вакуумные переключатели, провода с новым видом изоляции и многое другое. С течением времени радиопередатчик начался устанавливаться на речных и морских судах, а также на наземных радиостанциях различного назначения.
С 1953 года РСБ-70 в паре с радиоприёмником УС-9 (копия с американского радиоприёмника "BC-348N, устанавливавшегося на летающих лодках «Каталина») послужил основой для самолетной командной радиостанции, работающей на шлейфовую антенну. Станция ставилась на бомбардировщиках и других тяжёлых машинах (например, на Ту-16).
- Режимы работ: 10 предустановленных частот, модуляция AM, CW
- Потребляемая мощность в режиме CW/AM — 800—1000 Вт
- Максимальная дальность телеграфной КВ связи в режиме CW/AM — 8000 / 3000 км
- Масса — 57,5 кг.

В радиопередатчике применяются следующие типы радиоламп: Г-837, Г-1625, ГК-71, Г-811, 12Ж8, 6П6С, 6А7, 6Н9С — всего 13 шт.

### Модификации
- 1-РСБ-70А (Р-807А)
- 1-РСБ-70В (Р-807В)
- 1-РСБ-70Г (Р-807Г)
- 1-РСБ-70Д (Р-807Д)
- 1-РСБ-70Ж (Р-807Ж)
- 1-РСБ-70М (Р-808) — см отдельную статью

### Применение
Ан-8, Ан-10, Ан-12, Бе-10, М-4, Ми-6, Ту-4, Ту-16, Ту-95, Ту-104, Ту-116, Ту-124, Ту-126, Ту-128, Як-25Р, Як-26, Як-27